# Festuca rigescens
Festuca rigescens är en gräsart som först beskrevs av Jan Svatopluk Presl, och fick sitt nu gällande namn av Carl Sigismund Kunth. Festuca rigescens ingår i släktet svinglar, och familjen gräs. Inga underarter finns listade i Catalogue of Life.